# Terapont (Kaszyn)
Terapont, imię świeckie Dmitrij Witoldowicz Kaszyn (ur. 21 lipca 1969 w Moskwie) – rosyjski biskup prawosławny.

## Życiorys
Pochodzi z rodziny urzędniczej. Chrzest przyjął w wieku dwudziestu lat. W 1991 ukończył studia na Uniwersytecie Moskiewskim, w Instytucie kryptografii, łączności i informatyki, na kierunku matematyka stosowana. W latach 1991–1993 odbywał zasadniczą służbę wojskową. W latach 1993–1995 służył jako psalmista w cerkwi św. Mikołaja w Połtiewie (obwód moskiewski), następnie wstąpił jako posłusznik do monasteru Opieki Matki Bożej Abrahamiusza Gorodieckiego (eparchia kostromska i galicka). W latach 1999–2004 pracował w zarządzie eparchii kostromskiej jako referent. Wieczyste śluby mnisze złożył 25 grudnia 1999 przed arcybiskupem kostromskim i galickim Aleksandrem, przyjmując imię zakonne Terapont na cześć świętego mnicha Teraponta Menzeńskiego. Arcybiskup Aleksander wyświęcił go następnego dnia na hierodiakona, zaś 7 kwietnia roku następnego na kapłana. W latach 2000–2004 hieromnich Terapont żył w monasterze Trójcy Świętej i św. Hipacego w Kostromie. W 2002 ukończył seminarium duchowne w Kostromie.
W 2004 został przełożonym monasteru św. Jana Chrzciciela św. Jakuba Żeleznoborskiego (eparchia kostromska). Dwa lata później otrzymał godność ihumena. W 2008 ukończył Moskiewską Akademię Duchowną.
12 marca 2013 Święty Synod Rosyjskiego Kościoła Prawosławnego nominował go na biskupa makariewskiego, wikariusza eparchii kostromskiej. Jego chirotonia biskupia miała miejsce 28 kwietnia tego samego roku w soborze Chrystusa Zbawiciela w Moskwie.
13 maja 2013 objął obowiązki administratora eparchii kostromskiej na czas choroby jej ordynariusza, arcybiskupa Aleksego. Po śmierci Aleksego w grudniu 2013 został locum tenens administratury. 26 grudnia 2013 Święty Synod wyznaczył go na jej ordynariusza.
W 2016 podniesiony do godności arcybiskupa. W tym samym roku jego tytuł uległ zmianie na arcybiskup kostromski i nieriechcki w związku ze zmianą granic eparchii.
W 2017 otrzymał godność metropolity.